# Lauro Müller (Politiker)

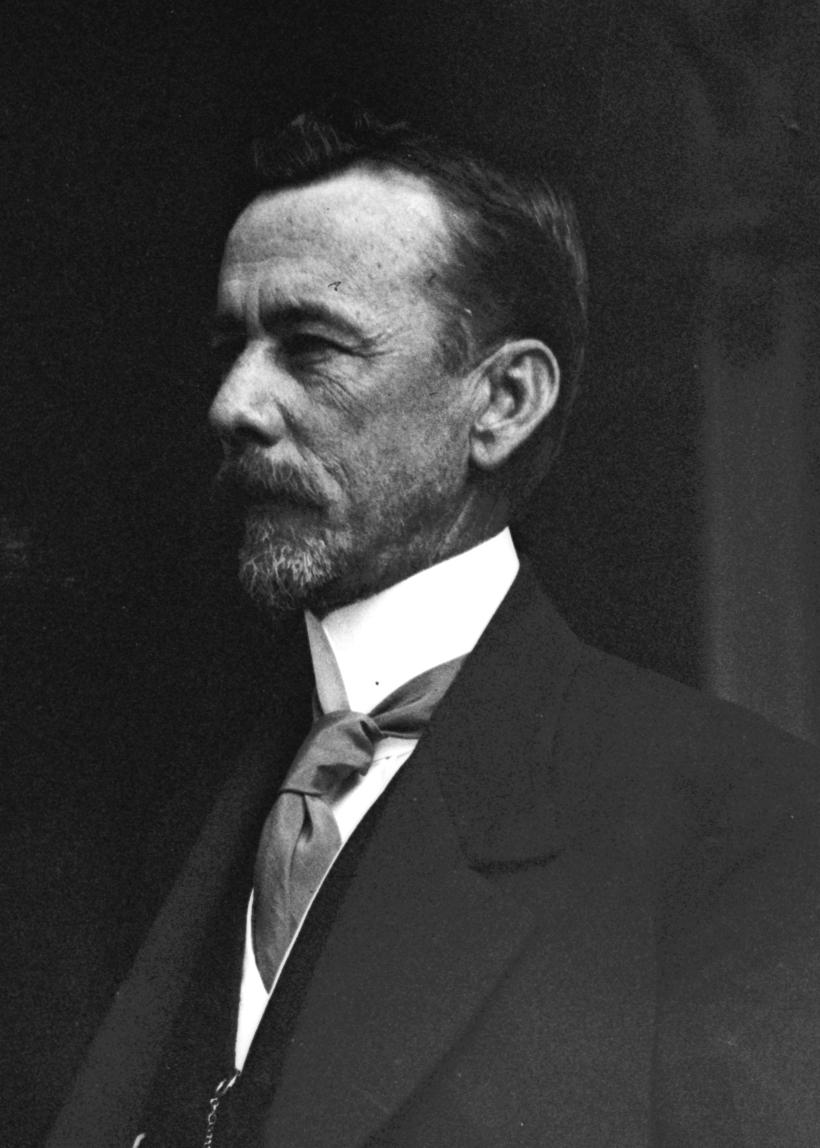
Lauro Müller (zwischen 1912 und 1917)

Lauro Severiano Müller (* 8. November 1863 in Itajaí; † 30. Juli 1926 in Rio de Janeiro) war ein brasilianischer Politiker, Diplomat und Sohn deutscher Auswanderer aus Greimersburg.

## Leben
Lauro Müller war ein Sohn von Peter Müller (1815–1880), der zusammen mit seinem Vater Johann Müller um das Jahr 1830 von Greimersburg bei Cochem nach Brasilien ausgewandert war. Ihr Ziel war São Pedro de Alcântara, eine im Süden der Provinz Santa Catarina gelegene Kolonie, die erst im Jahr zuvor am 1. März 1829 gegründet worden war. Hier lernte sein Vater die ebenfalls aus Kehrig in der Eifel ausgewanderte Anna Michels kennen und heiratete sie. Lauro, der von seinem Vater republikanisch erzogen wurde, erhielt zunächst Unterricht von privaten Lehrern, bevor er in der Stadt Niterói im heutigen Bundesstaat Rio de Janeiro das Gymnasium Liceu de Humanidades de Niterói besuchte. 1882 trat er, um eine Militärlaufbahn einzuschlagen, in die Militärschule Escola Militar da Praia Vermelha ein, in deren Vordergrund ein Studium des militärischen Ingenieurwesens mit seiner abschließenden Promotion stand. Dort wurde er von dem Positivismus des Benjamin Constant (1836–1891), der dort unterrichtete, beeinflusst.
Nach Ende seines Studiums schloss sich Lauro Müller den Hauptaktivisten der republikanischen Bewegung um Marschall Manuel Deodoro da Fonseca und Benjamin Constant an. Fonsecas antimonarchistisch eingestellte Bewegung führte schließlich einen Militärputsch durch, in deren Folge Kaiser Pedro II. am 15. November 1889 abdanken musste. Beim Einzug da Fonsecas in Rio de Janeiro ritt Lauro Müller, gerade 26 Jahre alt, an dessen Seite und wurde von den Massen als Hoffnungsträger gefeiert. Als Dank ernannte ihn da Fonseca nach dessen Wahl zum ersten Präsidenten Brasiliens zum Gouverneur des neuen Bundesstaates Santa Catarina. Müller gehörte zu den Unterzeichnern der Brasilianischen Verfassung von 1891.
1902 erhielt er seine Ernennung zum brasilianischen Verkehrsminister als Nachfolger von Antônio Augusto da Silva und ließ in dieser Funktion in Rio de Janeiro umfangreiche Modernisierungs- und Umbaumaßnahmen durchführen. Dabei wurden in der Stadt neue Verkehrsachsen mit breiten Boulevards wie der Avenida Central, heute die Avenida Rio Branco, gebaut sowie mit der Erweiterung des Hafens begonnen. Neben weiteren Maßnahmen zur Verbesserung der Infrastruktur Brasiliens hatte Müller bereits sehr früh die Idee geäußert, die Hauptstadt des Landes von Rio de Janeiro in eine zentrale Region zu verlegen. Für diese Idee, die man 1891 in die brasilianische Verfassung aufgenommen hatte, war bereits 1893 ein 14.400 Quadratkilometer großes Areal abgegrenzt worden. Die Grundsteinlegung für den Bau der neuen Hauptstadt Brasília erfolgte am 7. September 1922. Obwohl Müller inzwischen erfolgreicher Politiker geworden war, blieb er rein formell gesehen Angehöriger des Militärs und wurde 1912 in den Rang eines Generals befördert.
Ebenfalls 1912 wurde Müller als Nachfolger von José Maria da Silva Paranhos Júnior zum Außenminister von Brasilien ernannt – ein Amt, das er bis 1917 innehielt, ehe ihm Nilo Peçanha nachfolgte. Die Berufung des deutschstämmigen Müller zum Außenminister wurde jedoch nicht überall mit Freude geteilt, speziell in den Vereinigten Staaten sah man seine Ernennung mit einiger Skepsis. Hintergründe waren zum einen die aufkommenden Bestrebungen des Deutschen Kaiserreichs in der Weltpolitik und dessen möglichem Ansinnen nach territorialer Erweiterung in Lateinamerika und zum anderen die Befürchtung eines zu starken Nachbarlandes auf dem Heimatkontinent, da man keine raumfremden Mächte dulden wollte. Die größte politische Leistung von Lauro Müller als Außenminister war die Gründung des ABC-Bundes, eines politisch-ökonomischen Einigungsbundes zwischen den Ländern Argentinien, Brasilien und Chile. Obwohl er die Neutralität Brasiliens befürwortet hatte, musste er, nachdem die USA am 6. April 1917 in den Ersten Weltkrieg eingetreten waren, am 8. Mai 1917 zurücktreten.
Müller, dem nachweislich keine anti-amerikanische Haltung vorzuwerfen war, pflegte im Gegenteil gute Kontakte zu namhaften Persönlichkeiten in den Vereinigten Staaten. Er zählte u. a. zu den Förderern der Roosevelt-Rondon Scientific Expedition die von 1913 bis 1914 unter der Leitung des ehemaligen US-Präsidenten Theodore Roosevelt und des Ingenieurs Cândido Rondon den Lauf des Flusses Rio da Dúvida (Fluss des Zweifels), später in Rio Roosevelt umbenannt, in das Amazonasbecken erforschte.

## Ehrungen

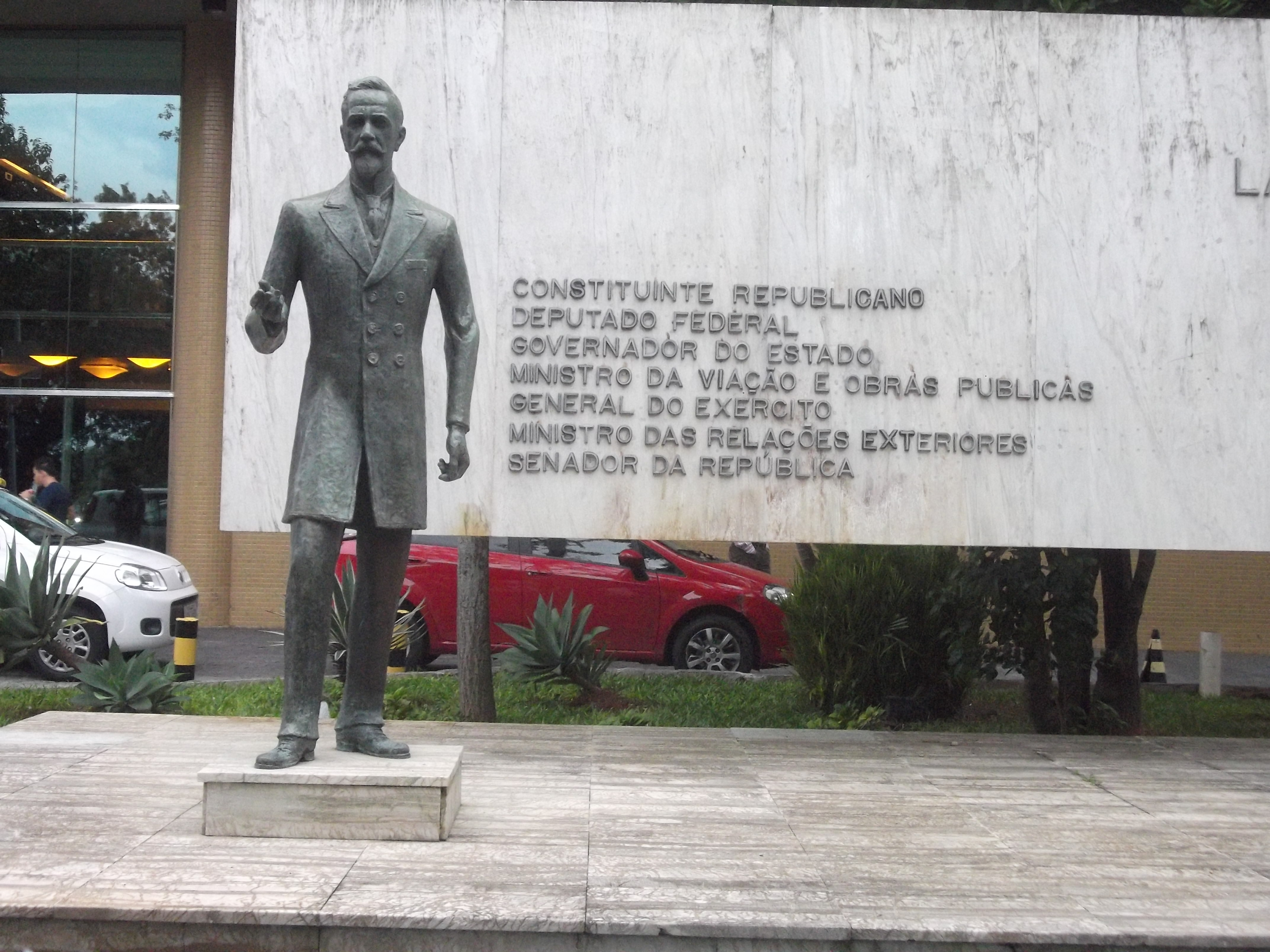
Bronzedenkmal in Florianópolis (2014)

Müller war von 1912 bis 1926 Mitglied der Academia Brasileira de Letras (Brasilianische Akademie der Literatur) und hatte sich in seiner politischen Karriere hohes Ansehen erworben. Er erhielt die Ehrendoktorwürde der Harvard University verliehen. Die Stadt Lauro Müller ist nach ihm benannt worden, dazu tragen mehrere Plätze und Straßen seinen Namen. Während eines Japanbesuchs erhielt Lauro Müller die Auszeichnung eines Ehren-Samurai und 1964 gab Brasilien eine Briefmarke mit einem Foto Müllers zu seiner besonderen Wertschätzung heraus.

## Familie
Lauro Müller war seit dem 11. Mai 1893 mit Luzia Henriqueta Ferreira de Andrade, einer Tochter von Antônio Pedro de Andrade (portugiesisch von Madeira) aus Rio de Janeiro verheiratet. Beide hatten drei gemeinsame Kinder, Laura geboren am 12. Februar 1894, Lauro geboren am 3. April 1896 und Antônio Pedro geboren am 30. Mai 1898.